# 却藏活佛
却藏活佛（藏語：ཆུ་བཟང་，威利转写：chu bzang）是却藏寺、夏琼寺寺主活佛，塔尔寺、佑宁寺活佛（佑宁寺五大囊活佛之一），原为清朝呼图克图。却藏活佛至今已传十三世，其中前六世系追认。

第六世却藏活佛是七世章嘉的姪子。他們在青海的却藏寺仍然有自己的「倉」。

## 历世却藏活佛
| 世代   | 生卒年         | 中文姓名              |
| ------ | -------------- | --------------------- |
| 第一世 | 1578年－1651年 | 却藏·南杰班觉         |
| 第二世 | 1652年－1723年 | 却藏·罗桑丹贝坚赞     |
| 第三世 | 1725年－1796年 | 却藏·阿旺图登昂秀     |
| 第四世 | 1797年－1858年 | 却藏·罗桑图登热吉     |
| 第五世 | 1859年－1913年 | 却藏·罗桑图登雪珠尼玛 |
| 第六世 | 1913年－2000年 | 却藏·罗桑丹贝旺秀     |
| 第七世 | 2001年－       |                       |